# Vihr'
I missili anticarro aviolanciati Vihr' (anche traslitterati come Vikhr. Codice GRAU 9A1472) sono conosciuti in Occidente con il nome in codice NATO di AT-16 Scallion. Si tratta di missili a guida laser sviluppati e costruiti in Russia a partire dal 1990.

## Tecnica
Gli Scallion sono stati progettati per l'impiego da parte di elicotteri da attacco Kamov Ka-50 e 52 ed aerei della classe Sukhoi Su-25.
Questi missili sono contenuti in appositi contenitori, che funzionano anche da piattaforma di lancio. Ogni contenitore ne può contenere un numero compreso da sei ad otto. Il sistema di guida è di tipo laser, anche se nella prima fase di volo è a comando radio. La gittata massima è di circa 8 km, con capacità di perforare una corazza di 1.000 mm.
Comunque, questi sistemi possono essere usati anche per ingaggiare bersagli aria-aria: la limitazione, in questo caso, è che la velocità degli obiettivi in volo non deve essere superiore ad 800 km/h.
Sono state realizzate due versioni del Vihr', una dotata di due tubi di lancio, e una di quattro.